# Kadyanda

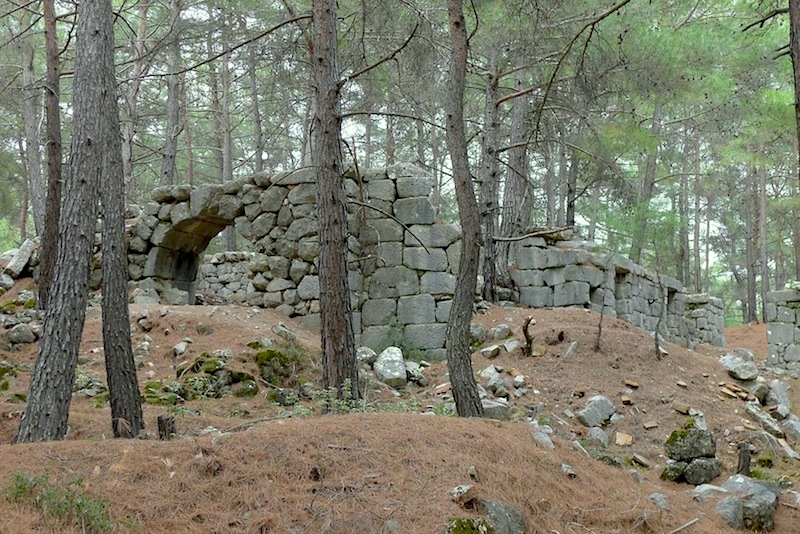
Ruinen von Kadyanda

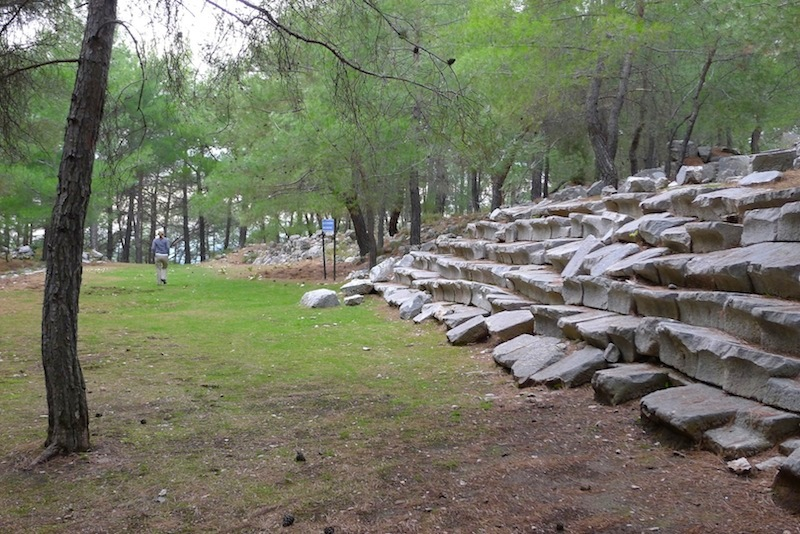
Stadion von Kadyanda

Kadyanda (griechisch Καδύανδα) war eine antike Stadt in Lykien (heute südwestliche Türkei). Sie liegt etwa 12 km nordöstlich von Fethiye.
Zu den ältesten Ruinen zählen ein Stück von der Stadtmauer, die Steingräber und die lykischen Inschriften. Später entstanden ein hellenistisches Theater, welches in der römischen Periode repariert und benutzt wurde, ein Bad, eine Laufbahn, die Agora, Ruinen von einem Tempel zur Ehre einer unbekannten Gottheit und zahlreiche Wohnbauten.
An der antiken Straße nach Kadyanda befinden sich am Übergang über den Fluss Xanthos (Koca Çayı) Reste der römischen Brücke bei Kemer.